# Ádám keresi Évát
Az Ádám keresi Évát a Zanzibar együttes hatodik albuma, mely 2011. március 18-án jelent meg az EMI Music kiadásában. A zenekarból 2009-ben kilépett Nagy Gábor helyére új tag került, ez az első album a négytagú felállásban.

## Számlista
1. Ádám keresi Évát
2. Március végétől
3. A Rock’N’Roll-t ugye hiszed még
4. Ha kiugranál
5. Üvegszilánkokkal az ágyban
6. Égessetek el
7. Hozzatok egy DJ-t
8. Valahogy megleszek
9. Az én kirakatom
10. Te vagy Amerika
11. Szerelmem

## Fogadtatás
A music.hu cikkében 2-3 kevésbé jól sikerült szám kivételével dicséri az albumot. A Rock’N’Roll-t ugye hiszed még című számot kislemez-esélyesnek véli a cikkíró.